# Dreadlocks
Dreadlocks (af engelsk: "dread" "frygt", og "locks" "lokker") er en frisure, hvor håret opdeles i indfiltrede lokker. Enten opstår det naturligt, ved at man undlader at rede sit hår, eller også skabes det ved en filtning af håret. Dreadlocks er forbundet med rastafarianisme, og har eksisteret i mange forskellige kulturer op gennem historien. Det er den ældste frisure man kender til.

## Historie
De ældste skriftlige kilder om dreadlocks findes i Vedaerne dateret til perioden mellem 2500 f.Kr. – 500 f.Kr.. Guden Shiva beskrives som jaTaa, hvilket betyder bærer af drejede hårlokker. Vedaerne er de første tekster i hinduismen og har påvirket buddhismen, jainismen og den den keltiske religion og samfund  .
Ifølge romerske kilder, bar kelterne dreadlocks, beskrevet som hårlignende slanger